# Disilan
Disilanul este un compus anorganic cu formula Si2H6, fiind analog etanului din chimia organică. La temperatură și presiune normală, este un gaz incolor. Are proprietăți similare cu ale etanului, dar este mai reactiv.